# Trichomanes bicorne
Trichomanes bicorne là một loài thực vật có mạch trong họ Hymenophyllaceae. Loài này được Hook. miêu tả khoa học đầu tiên năm 1854.